# Enneapterygius atriceps
Enneapterygius atriceps és una espècie de peix de la família dels tripterígids i de l'ordre dels perciformes. Es troba a les Hawaii i a l'atol Midway. És un peix marí de clima tropical i associat als esculls de corall que viu entre 1-23 m de fondària. Els mascles poden assolir 2,6 cm de longitud total.